# Литейно-прокатный завод
Общество с ограниченной ответственностью «Парус» — российская компания. Сокращённое наименование — ООО «Парус» в городе Ярцево. В современном виде предприятие рассчитано на удовлетворение потребностей московского строительного комплекса в стальной арматуре.

## История
В прошлом ярцевский завод «Двигатель» АМО ЗИЛ. В советское время весь комплекс именовался «Завод Гигант» из-за своих размеров. Имелся литейный корпус (в печах плавили чугун) и сборочный, так называемый «моторный корпус». В конце 1990-х годов предприятие было объявлено банкротом и закрыто. C 2003 года на базе того, что осталось от «Двигателя», реализовывался инвестиционный проект правительства Москвы по строительству современного завода с производством ежегодно 220 тыс. тонн сталепроката.
Имущество, составлявшее основной производственный комплекс ГУП «Литейно-прокатный завод» (ГУП «ЛПЗ»), в октябре 2019 года в ходе процедуры банкротства ГУП «ЛПЗ» приобрело ООО «Парус». В момент этой сделки 100% ООО «Парус» принадлежало "Евраз НТМК" (входит в группу Evraz). В 2020 году завод стал частью Трубной металлургической компании (ТМК).

## Описание
Завод занимается выплавкой стали в дуговой сталеплавильной печи и производством арматуры при помощи прокатного стана, выплавкой чугуна и производством изделий из него на заказ. Проектная мощность первой линии составляет 220 тыс. тонн в год, второй (проект) — 600 тыс. тонн и 10 тыс. тонн отливок из чугуна.

## Генеральный директор
Для решения кризисных вопросов на предприятии произошла серьёзная перестановка кадров, в том числе и смена генерального директора. Вместо Химичева В. А., управлявшего предприятием с 2003 года (год основания) по 2011-й, новым директором предприятия летом 2011 года стал Новожёнов Д. А.
В марте 2012 года против бывшего генерального директора ГУП «Литейно-прокатный завод» Химичева В. А. было возбуждено уголовное дело по подозрению в нецелевом использовании 128 миллионов рублей бюджетных инвестиций.
16 декабря 2015 года генеральным директором назначен Александр Анатольевич Ким.